# Кожбан
Кожбан (каз. Қожбан) — село в Каратальском районе Жетысуской области Казахстана. Входит в состав сельского округа Айту. Код КАТО — 195049400.

## Население
В 1999 году население села составляло 182 человека (86 мужчин и 96 женщин). По данным переписи 2009 года, в селе проживали 272 человека (143 мужчины и 129 женщин).